# Cova Negra
La Cova Negra (la « Grotte noire ») est un site préhistorique du Paléolithique moyen ayant livré des restes fossiles néandertaliens et des outils lithiques moustériens. Elle est située dans la commune de Xàtiva (comarque de Costera), dans la province de Valence, dans la Communauté valencienne, en Espagne,. Elle a été déclarée Bien d'Intérêt Culturel (BIC).

## Situation
La Cova Negra est située dans une vallée sur la rive gauche du Río Albaida (es), à environ 17 mètres au-dessus du niveau moyen actuel de la rivière. Une zone de 57 hectares autour de la grotte a été déclarée en 2006 site naturel municipal (es).

## Historique
Le site a été découvert en 1928 par le prêtre Gonzalo Viñes Massip, du Service de recherche préhistorique de Valence. Les fouilles se sont poursuivies au cours des années 1930. Dans les années 1950, sous la direction d'archéologues tels que Domingo Fletcher, Enric Pla i Ballester ou Francisco Jordà, de nouvelles investigations ont été réalisées avec le soutien financier de la Fondation Wenner-Gren pour la recherche anthropologique.

## Description
La Cova Negra dispose d’une très grande entrée orientée à l’est et d'une superficie intérieure d’environ 500 m2. C'est un site du Paléolithique moyen qui contenait des restes fossiles néandertaliens et des outils lithiques moustériens.

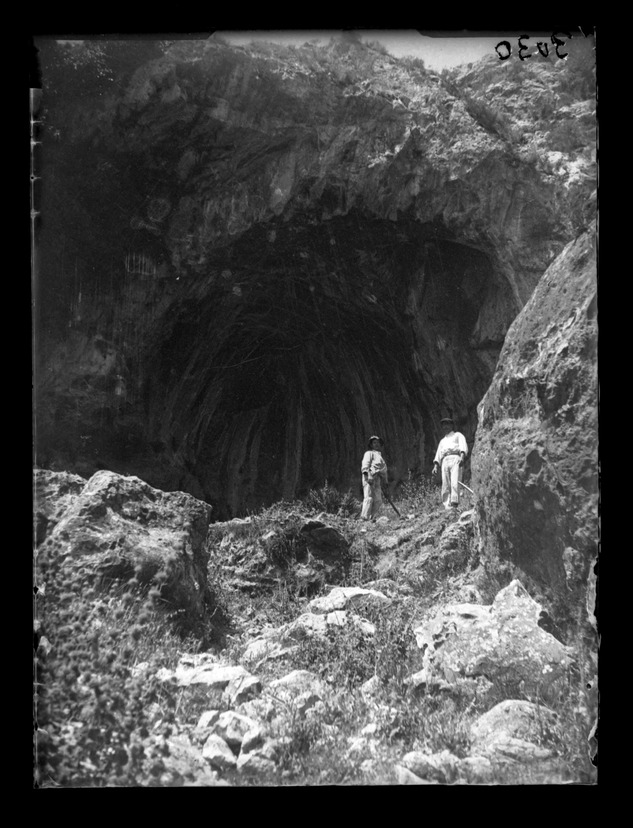
Vue de la Cova Negra en 1928

## Vestiges humains
En 2013, un fragment d'os pariétal adulte, un fragment crânien d'enfant et une prémolaire d'enfant ont été découverts. À l'issue de cette campagne de 2013, la grotte comptait 25 restes fossiles néandertaliens représentant un total de sept individus, dont de nombreux enfants (un adolescent, quatre enfants).
Une étude réalisée en 2019 ayant daté par l'uranium-thorium et la résonance paramagnétique électronique les couches archéologiques haute et basse de la Cova Negra a produit pour résultat 273 000 ans (± 26 000) à 146 000 ans (± 34 000) avant le présent (AP), ce qui correspond au Pléistocène moyen récent. Ces résultats suggèrent que l'occupation humaine de la grotte est plus ancienne que ce que proposaient les datations par thermoluminescence précédentes obtenues sur les sédiments.

## Vestiges de faune
Les Néandertaliens qui occupaient la grotte consommaient beaucoup d'oiseaux. 247 restes de 18 espèces d'oiseaux différentes ont été trouvés, notamment des colombes et des choucas. La consommation d'oiseaux à Cova Negra et dans d'autres grottes telles que la grotte de Bolomor, la grotte de Gorham et la grotte du Bouquetin montre que la côte ibérique de la Méditerranée a connu une exploitation généralisée du « petit gibier rapide ».

## Galerie

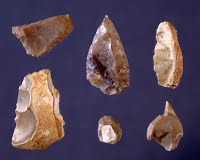
Outils en silex de la Cova Negra
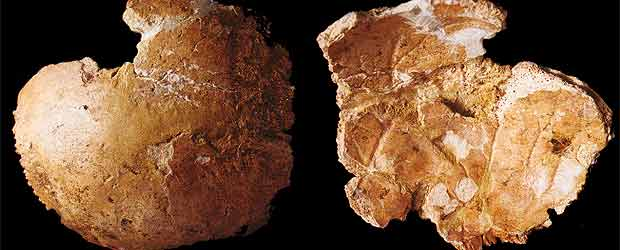
Deux os pariétaux néandertaliens adultes trouvés sur le site de la Cova Negra (Xàtiva).